# Горенци (Врбовско)
Горенци (хрв. Gorenci) су насељено место у граду Врбовско, Приморско-горанска жупанија, Хрватска.

## Историја
До територијалне реорганизације у Хрватској били су у саставу старе општине Врбовско.

## Становништво
У попису становништва из 2011. године, Горенци су имали 44 становника.
| Број становника према пописима | Број становника према пописима | Број становника према пописима | Број становника према пописима | Број становника према пописима | Број становника према пописима | Број становника према пописима | Број становника према пописима | Број становника према пописима | Број становника према пописима | Број становника према пописима | Број становника према пописима | Број становника према пописима | Број становника према пописима | Број становника према пописима | Број становника према пописима |
| ------------------------------ | ------------------------------ | ------------------------------ | ------------------------------ | ------------------------------ | ------------------------------ | ------------------------------ | ------------------------------ | ------------------------------ | ------------------------------ | ------------------------------ | ------------------------------ | ------------------------------ | ------------------------------ | ------------------------------ | ------------------------------ |
| 1857                           | 1869                           | 1880                           | 1890                           | 1900                           | 1910                           | 1921                           | 1931                           | 1948                           | 1953                           | 1961                           | 1971                           | 1981                           | 1991                           | 2001                           | 2011                           |
| 271                            | 235                            | 258                            | 283                            | 245                            | 211                            | 168                            | 166                            | 172                            | 167                            | 140                            | 127                            | 101                            | 87                             | 57                             | 44                             |

Напомена: Године 2001. умањено за део простора који је припојен насељу Луковдол, за који садржи део података од 1857. до 1991.